# Vechtstreek
Vechtstreek (en neerlandés significa: «región de Vecht»). Hace referencia al área que está adyacente al río Vecht. La región Vechtse encuentra en Holanda, específicamente en la provincia de Holanda Septentrional y la provincia de Utrecht. 
La región inicia al norte de Utrecht y se extiende a lo largo del río, pasando por las poblaciones de Oud-Zuilen, Maarssen, Breukelen, Nieuwersluis, Loenen, Vreeland, Nederhorst den Berg, Nigtevecht y Weesp, hasta que llega a Muiden, sitio donde el río desemboca en el IJsselmeer.
La región de Vecht es conocida por sus lagos y cursos de agua, historia, castillos, pequeñas casa de té (theehuisjes) y edificaciones de los siglos XVII y XVIII. Estas edificaciones reflejan la prosperidad de la Hegemonía holandesa del siglo XVII.